# Ханс I фон Дона
Ханс I фон Дона (на немски: Hans I von Dohna; * ок. 1408; † ок. 15 октомври 1450/5 септември 1451) е бургграф на Дона, господар на Ауербах (1436), днес част от Бенсхайм, община Бергщрасе в Хесен.
Той е син на бургграф Фридрих фон Дона († 1426 убит в битката при Аусиг). Потомък е на бургграф Хайнрих II фон Дона († 1224/1225) и на Хайнрих фон Ротау бургграф на Дона (1144 – 1170).
Брат е на Зденко († ок. 1425) и Фридрих III († 1469). женен пр. 22 август 1455 г. за Анна, и пр. 22 юни 1460 г. за Магдалена фон Ройс-Плауен.

## Фамилия
Ханс I фон Дона se жени пр. 1434 г. за Анна фон Валденбург (* ок. 1412; † сл. 5 септември 1451), наследничка на Волкенщайн, Шарфенщайн, Рауенщайн и Цшопау, дъщеря на Хайнрих фон Валденбург († 1446) и Констанца фон Плауен († сл. 1423), дъщеря на Хайнрих IX (VIII) фон Плауен († 1412/1413) и Анна фон Ризенбург († сл. 1411). Те имат два сина:
- Зденко фон Дона († 1492 Гьолч), женен I. за Маргарета фон Вилденфелс, II. пр. 1476 г. за Бригита фон Иленбург и има с нея шест деца, между тях:
  - Маргарета, омъжена пр. 1493 г. за Хайнрих фон Вилденфелс
  - Анна († ок. 1501), монахиня
- Ханс II фон Дона († 1516 в Йена), господар на Антайл, Ауербах-Верда, женен пр. 8 септември 1482 г. за Катарина Шенк фон Таутенбург; родители на:
  - Магдалена (* пр. 1490; † пр. 1552), омъжена за граф Волфганг фон Глайхен-Бланкенхайн († 28 май 1551)